# オジェリェーリエ
座標: 北緯54度48分 東経38度16分 / 北緯54.800度 東経38.267度

オジェリェーリエ（オジェレリエ、ロシア語: Ожере́лье、ラテン文字表記の例: Ozherelye）は、ロシアのモスクワ州にある町。人口は1万469人（2010年）。モスクワの南125キロメートルの位置にあり、カシーラからは南東へ10キロメートル。行政上はカシーラに含まれる。
モスクワからサラトフへ向かう線と、モスクワからドネツク炭田（ドンバス）へ向かう線が分かれる、鉄道の分岐点として重要な町である。

## 歴史

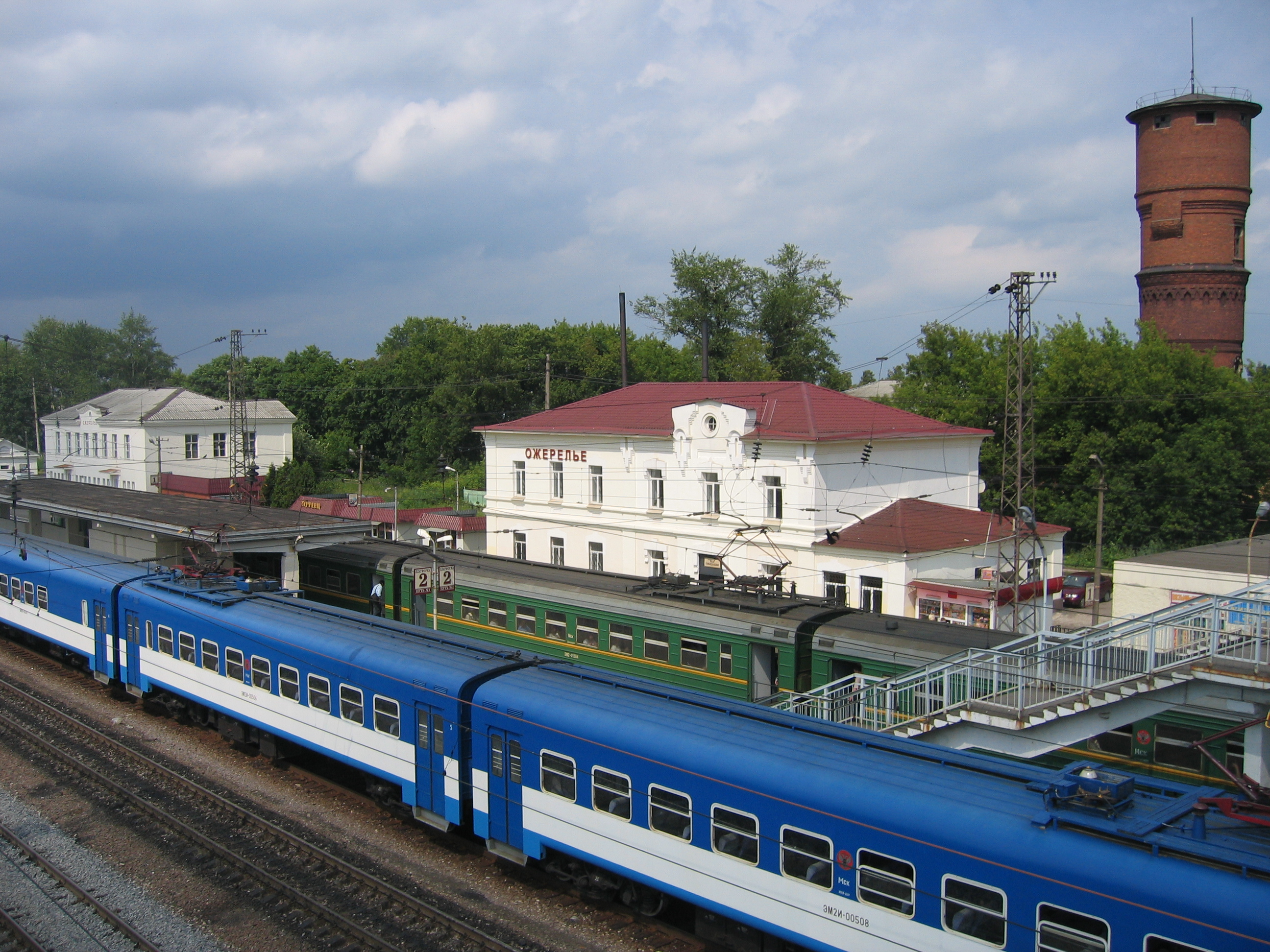
オジェリェーリエ駅

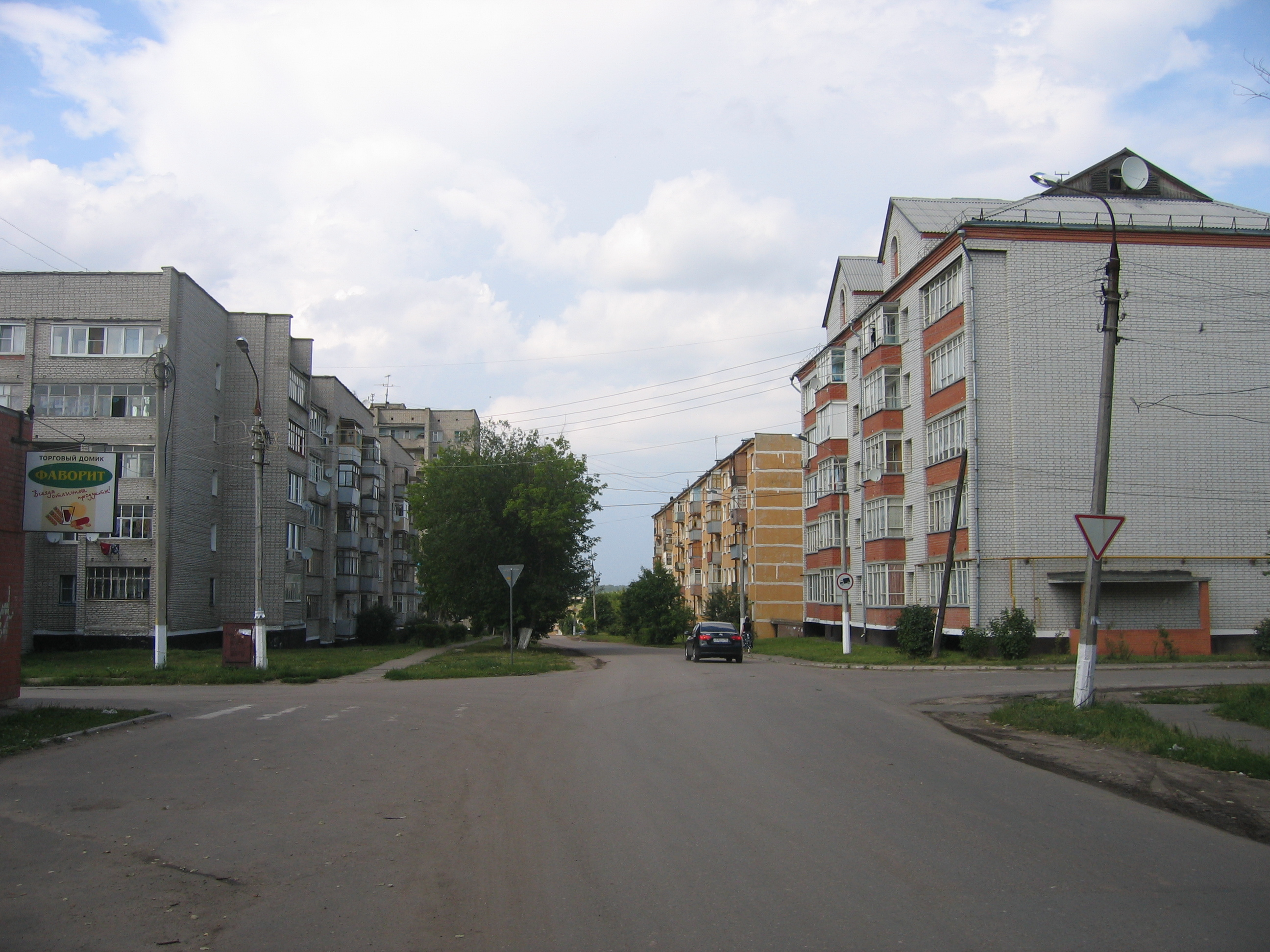
オジェリェーリエの市街地

オジェリェーリエは1578年の記録に村落として初出する。1900年にモスクワ＝リペツク間の鉄道が開業し駅の周囲に集落ができた。1930年代半ばにはオジェリェーリエでヴェニョーフおよびノヴォモスコフスクへ分岐する鉄道が開通し、鉄道の分岐点の町となった。このため機関車の車庫や鉄道大学もこの地に置かれた。
1958年、オジェリェーリエは市となり現在に至っている。

## 産業と交通
鉄道の分岐点の町であるオジェリェーリエでは、産業も鉄道にちなむものが多い。鉄道車庫、鉄道修理工場、鉄道大学などがオジェリェーリエに所在する。
オジェリェーリエからモスクワのパヴェレツ駅へは直行列車が出ているほか、モスクワ方面のカシーラ、ドモジェドヴォ、リペツク方面のセレブリャヌィエ・プルディなどへの列車も出ている。道路交通では、モスクワからアストラハンへ向かうM6幹線道路が通る。